# Escut de Talamanca

Escut oficial de Talamanca

L'escut oficial de Talamanca té el següent blasonament:
Escut caironat: losanjat d'argent i de sinople. Per timbre una corona de baró.
Va ser aprovat el 22 d'octubre de 1993 i publicat al DOGC el 5 de novembre del mateix any amb el número 1817. El losanjat d'argent i de sinople són les armes dels Talamanca, senyors del castell del poble (segle x, ara en ruïnes), que va esdevenir el centre d'una baronia.

## Bandera
La bandera oficial de Talamanca té la següent descripció:
Bandera apaïsada, de proporcions dos d'alt per tres de llarg, losanjada de blanc i de divuit peces verd fosc.
Va ser aprovada el 7 de juny de 2006 i publicada al DOGC el 27 de juny del mateix any amb el número 4663.